# Szív és pohár
A Szív és pohár című könyv – teljes címén  Szív és pohár – Bírálatok, tanulmányok, cikkek (1924–1940) válogatás Kodolányi János (1899 – 1969) magyar író közírói munkásságából. A könyv 1977-ben, az író halála után jelent meg a Magvető Könyvkiadónál, de a sajtó alá rendezést még maga az író kezdte meg a hatvanas évek második felében.
A fülszöveg szerint Kodolányi első nagy (húszastól a harmincas évekig tartó) alkotói periódusának szerves részét képezik közírói jellegű – irodalmi, közéleti, politikai kérdéseket tárgyaló – rövidebb munkái, és a munkásmozgalommal való „aktív – bár végül is átmenetinek bizonyult – kapcsolata pedig természetszerűleg itt mutatkozik meg a legnyilvánvalóbban”, ezt azonban „később harmadikutas törekvések váltják fel”. A könyv az 1926 és 1939 közötti publicisztikai munkásságának „legértékesebb darabjait” mutatja be (tekintettel a hetvenes évekbeli politikai helyzetre, "értékes"-en itt elsősorban azt kell érteni, hogy a Kádár-rendszer szempontjából elfogadható, fontos vagy értékes. Nagyon fontos írások, mint például a Zárt tárgyalás, nem szerepelnek, nem szerepelhettek a könyvben).
A cím – az egyik lehetséges értelmezés szerint – utalás Vörösmarty Mihály: A vén cigány c. versének soraira ("Szív és pohár tele búval, borral – Húzd rá cigány, ne gondolj a gonddal.")

## Tartalom
A könyv első része Írók, könyvek címen kritikákat tartalmaz írókról és műveikről. A második rész, Közös dolgaink, különféle közírói írásokat (vitairat, jegyzet) tartalmaz.

### Írók, könyvek
1. Móricz Zsigmond : Tündérkert – Pillangó
2. Móricz Zsigmond: Kivilágos kivirradtig
3. Heltai Jenő
4. Révész Béla. (Huszonöt éves írói jubileuma alkalmából)
5. Úri muri
6. Fiatal magyar költők seregszemléje
7. Szomory Dezső
8. Hortobágy. (Szép Ernő könyve)
9. Móricz Zsigmond
10. Nagy Lajos: Lecke
11. Mikes Lajos
12. Esőleső társaság. (Móricz Zsigmond elbeszélései)
13. Az új paraszt. (Szabó Pál üdvözlése)
14. Gelléri Andor Endre: A nagymosoda
15. Fontos kérdések egy új magyar könyv kapcsán. (Nagy Lajos: Bérház)
16. Makszim Gorkij 60 éves
17. Egy nemzedék két világ között (Tamási Áron)
18. A boldog ember (Móricz Zsigmond regénye)
19. Viola. (Sárközi György regénye)
20. Komor ló. (Móricz Zsigmond új kötete)
21. Bál. (Móricz Zsigmond regénye)
22. Levél Veres Péterhez
23. A rab oroszlán. (Móricz Zsigmond regénye)
24. Jóslások Magyarországról. (Ady Endre cikkei)
25. Nagy Lajos: Budapest nagykávéház
26. Leidenfrost Gyula: Keserű tenger
27. Puszták népe. (Illyés Gyula könyve)
28. Szabó Zoltán: A tardi helyzet
29. Nagy István metszetei
30. Betyár. (Móricz Zsigmond új regénye)
31. Juhász Gyula halálára
32. Kakuk Marci kortesúton. (Tersánszky Józsi Jenő regénye)
33. Móricz Zsigmond: Míg új a szerelem
34. A szegény ember élete. (Kiss Lajos könyve)
35. Veres Péter: Gyepsor

### Közös dolgaink
1. Az ifjúság és a munkások
2. A magyar ifjúság tükre
3. A kisebbségi magyarok harca
4. A falu szociális viszonyai
5. Parasztok Budapesten
6. A magyar intellektuális ifjúság
7. Magyar író 1930
8. „Mit ér az ünnep, ha magyar?" (Riport az ünnepi Budapestről)
9. Írók tündöklése és bukása
10. Debrecen. Ami s ami lehetne
11. Baloldaliság – a marxista kritika gyermekbetegsége
12. Művészet a kocsmában
13. A kapitalista világrend válsága. (Gróf Károlyi Imre könyvéről)
14. Költő a börtönben
15. Pékkartell – ágyúkartell
16. D. G. T.
17. Julián barát jubilál
18. Új kivándorlás?
19. Írók a Márciusi Fronton
20. Népi és völkisch
21. Finnországi jegyzetek (Labti, 1937. február)

### Lásd még
- Zárt tárgyalás (könyv)
- Esti beszélgetés